# 南新宿站

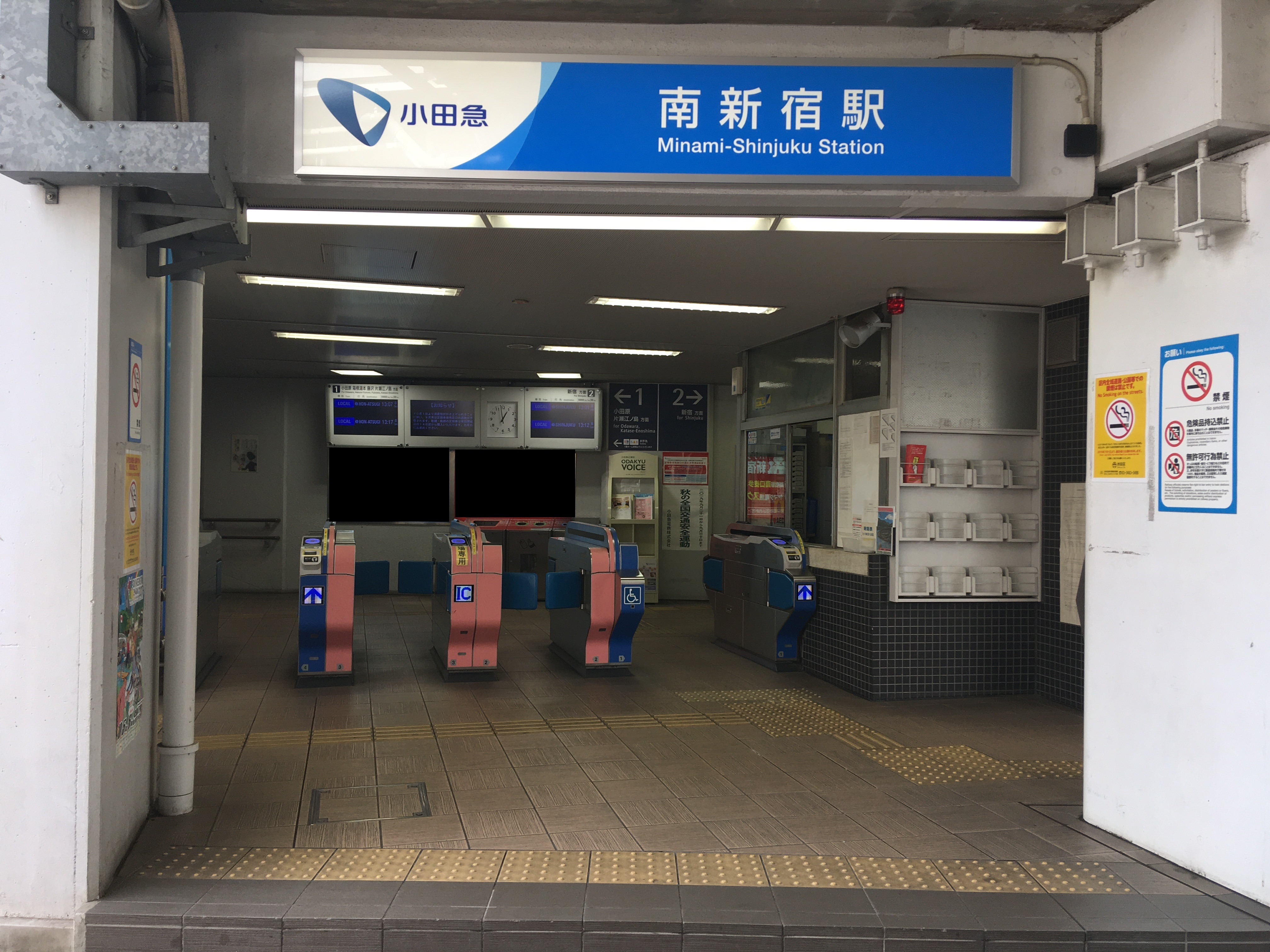
閘口（2019年9月29日）

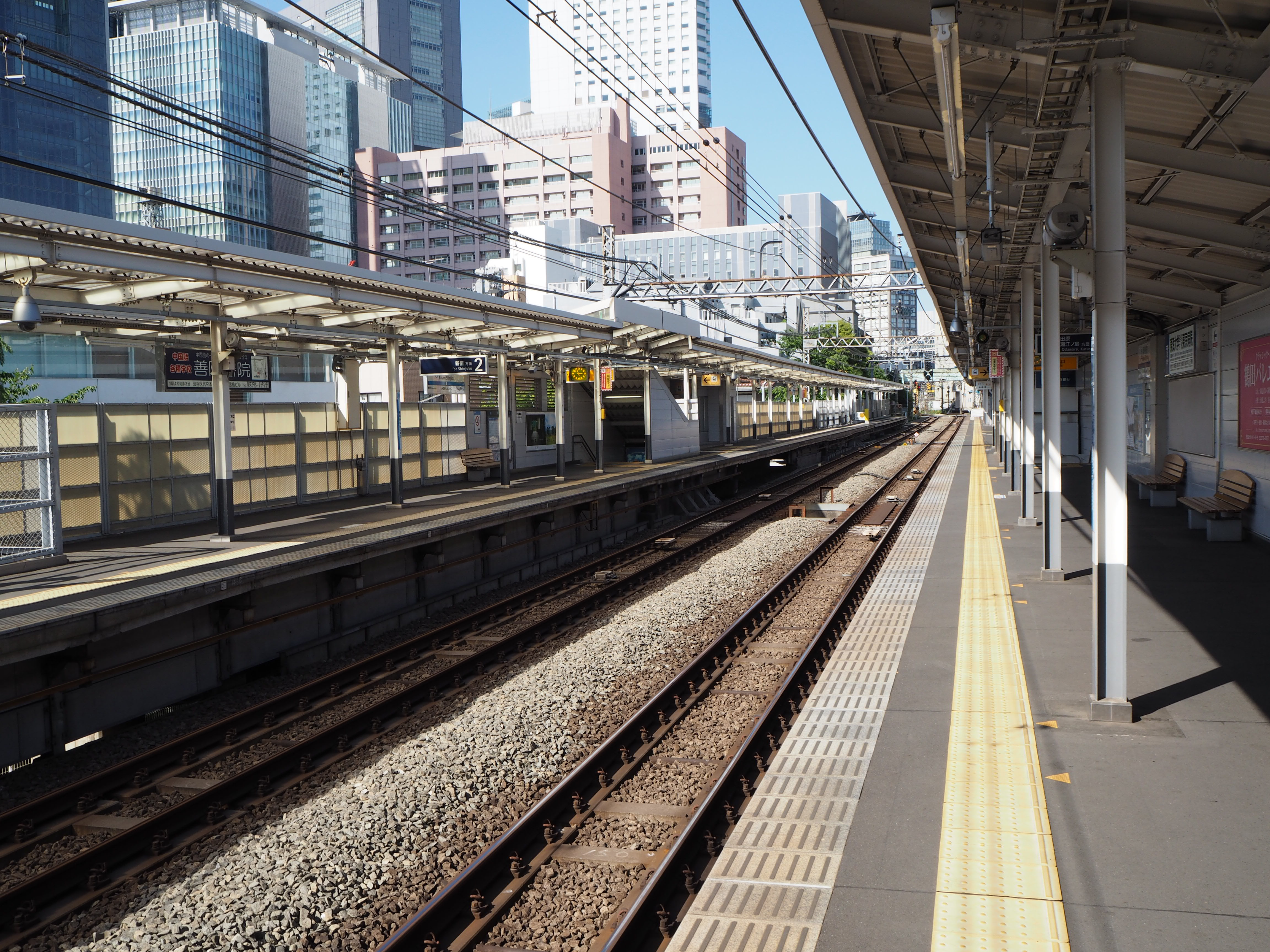
月台（2015年5月5日）

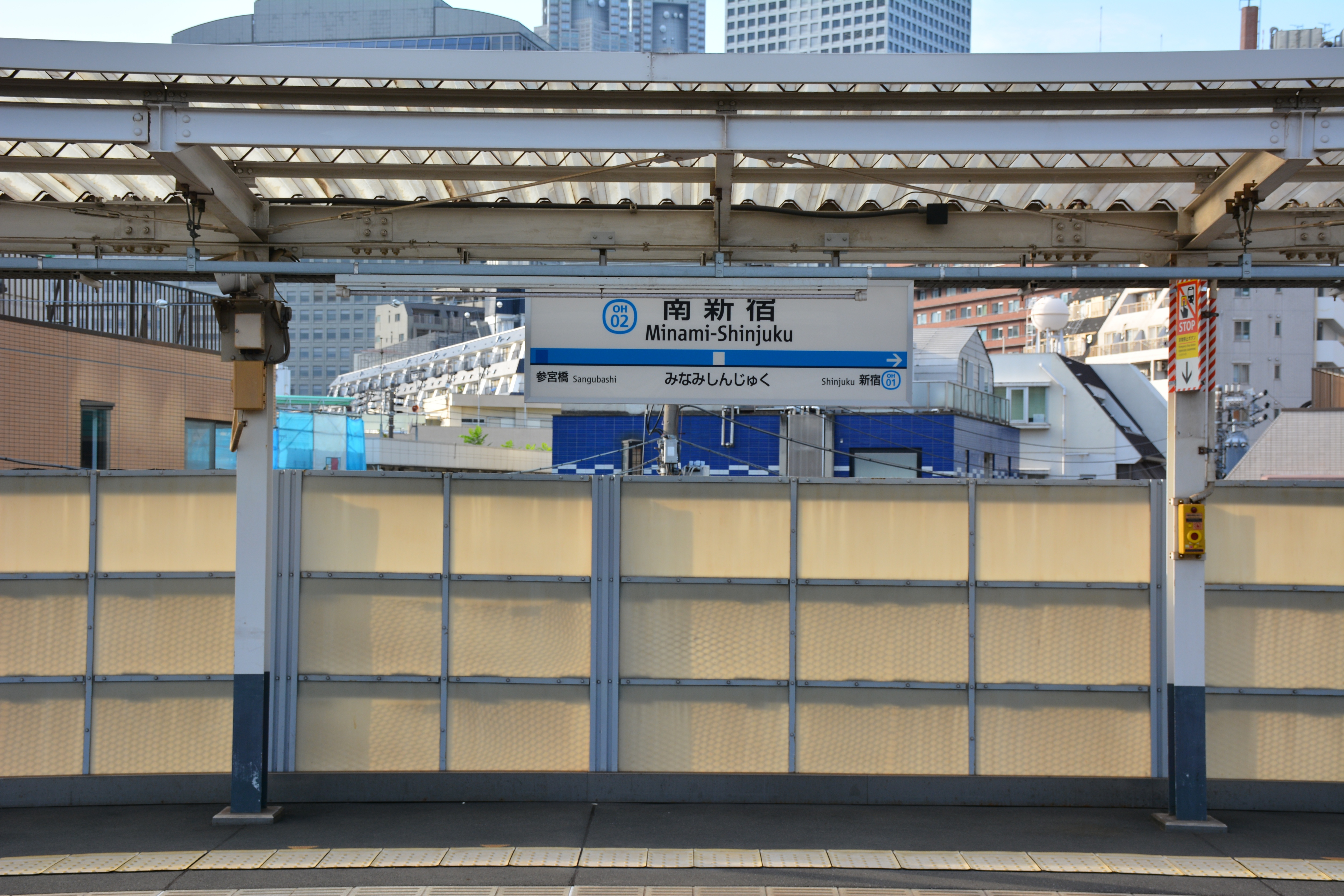
站名牌（2016年10月7日）

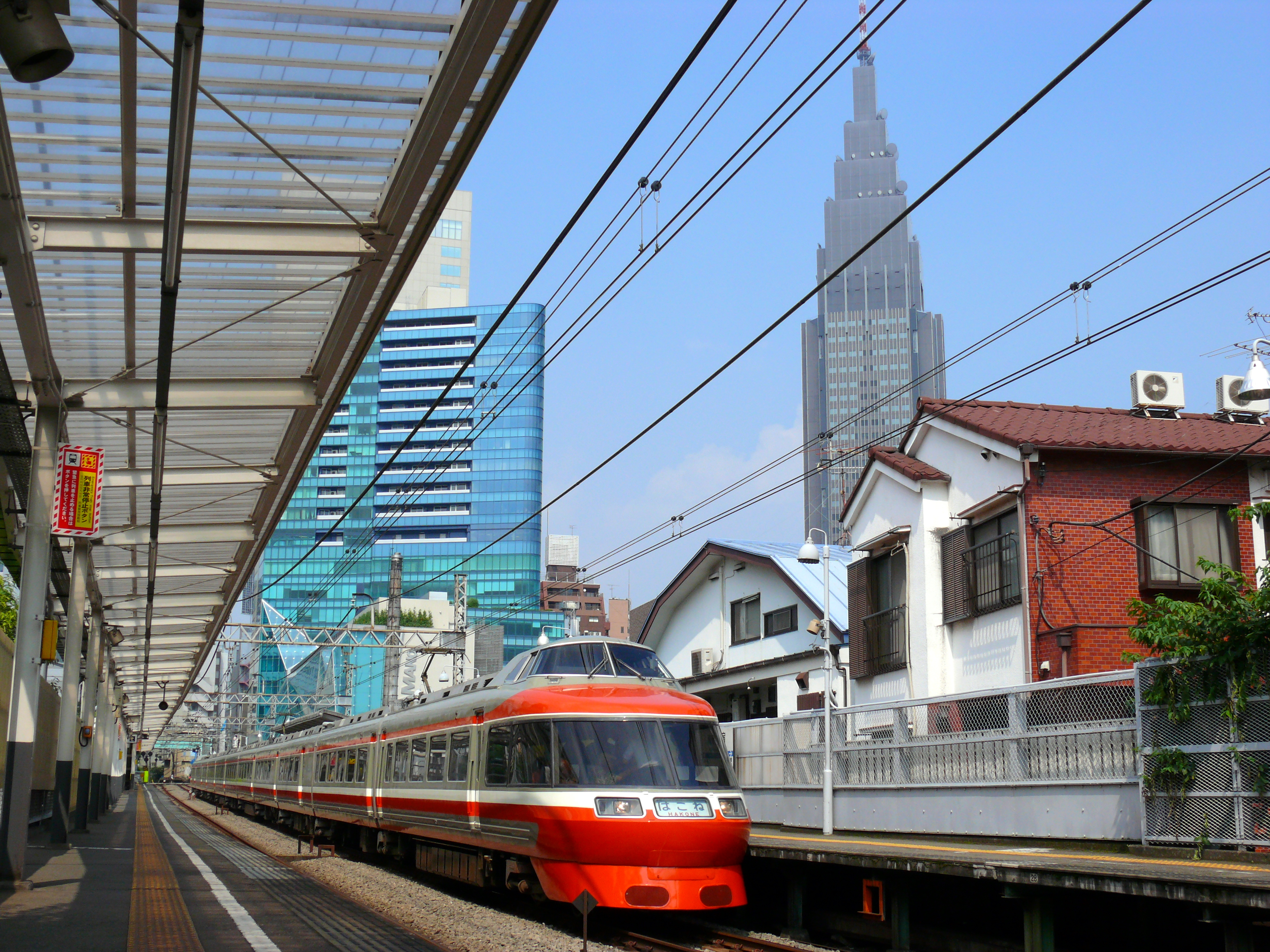
2號月台望向NTT docomo代代木大廈（2007年7月27日）

南新宿站（日语：／ Minami-shinjuku eki */?）是位於日本東京都澀谷區代代木二丁目，屬於小田急電鐵小田原線的鐵路車站。車站編號是OH 02。

## 历史
本站在1967年（昭和42年）新宿站擴建工程完工前，是在現行小田急線新宿站地下月台軌道與地上月台軌道匯流的平交道至現在小田急南新宿大樓前的平交道之間的位置。
- 1927年（昭和2年）4月1日：伴隨小田急線的通車，千駄谷新田車站啟用[2]。
- 1937年（昭和12年）7月1日：車站改稱小田急本社前站。
- 1942年（昭和17年）5月1日：車站再改稱南新宿站。
- 1945年（昭和20年）5月26日：前日晚上之空襲，因新宿站甲州口被燒毀，新宿至南新宿之間不可通行，幾天內，全部列車均以南新宿站作為終點站。
- 1973年（昭和48年）12月21日：往參宮橋方向遷移150公尺[2]。
- 2012年（平成24年）2月：完成月台延長工程，可停靠10輛編組列車[3]。

## 車站結構
車站為側式月台2面2線高架車站。

### 月台配置
月台編號從海側（南側）開始。
| 月台 | 路線     | 方向 | 目的地                                 |
| ---- | -------- | ---- | -------------------------------------- |
| 1    | 小田原線 | 下行 | 小田原、箱根湯本、藤澤、片瀨江之島方向 |
| 2    | 小田原線 | 上行 | 往新宿                                 |

（來源：小田急電鐵:車站構內圖 （页面存档备份，存于））

### 站內設備
- 電梯
- 月台至剪票口的樓梯在8輛編組的5號車位置。
- 廁所與ATM（橫濱銀行）在下行月台的新宿側。

## 使用情況
由於本站在新宿站前，比起周邊各站，前往千代田區、中央區等東京都心或澀谷、池袋方向等並不方便，是東京23區內使用者較少的車站。
2017年度上下車人次為4,024人。小田急電鐵全部70個車站當中排名最後69位。
| 年度               | 1日平均 上下車人次 | 1日平均 上車人次 | 來源     |
| ------------------ | ------------------ | ---------------- | -------- |
| 1972年（昭和47年） | 5,114              |                  |          |
| 1982年（昭和57年） | 7,625              |                  |          |
| 1985年（昭和60年） | 8,888              |                  |          |
| 1989年（平成元年） | 8,447              |                  |          |
| 1990年（平成02年） |                    | 2,874            | [ * 1 ]  |
| 1991年（平成03年） |                    | 2,770            | [ * 2 ]  |
| 1992年（平成04年） |                    | 2,715            | [ * 3 ]  |
| 1993年（平成05年） |                    | 2,732            | [ * 4 ]  |
| 1994年（平成06年） |                    | 2,512            | [ * 5 ]  |
| 1995年（平成07年） |                    | 2,366            | [ * 6 ]  |
| 1996年（平成08年） |                    | 2,255            | [ * 7 ]  |
| 1997年（平成09年） |                    | 2,137            | [ * 8 ]  |
| 1998年（平成10年） | 5,412              | 2,033            | [ * 9 ]  |
| 1999年（平成11年） |                    | 1,962            | [ * 10 ] |
| 2000年（平成12年） |                    | 1,871            | [ * 11 ] |
| 2001年（平成13年） |                    | 1,981            | [ * 12 ] |
| 2002年（平成14年） | 4,565              | 2,027            | [ * 13 ] |
| 2003年（平成15年） | 4,315              | 1,899            | [ * 14 ] |
| 2004年（平成16年） | 4,178              | 1,726            | [ * 15 ] |
| 2005年（平成17年） | 3,863              | 1,573            | [ * 16 ] |
| 2006年（平成18年） | 3,965              | 1,625            | [ * 17 ] |
| 2007年（平成19年） | 4,124              | 1,727            | [ * 18 ] |
| 2008年（平成20年） | 3,803              | 1,575            | [ * 19 ] |
| 2009年（平成21年） | 3,667              | 1,515            | [ * 20 ] |
| 2010年（平成22年） | 3,665              | 1,532            | [ * 21 ] |
| 2011年（平成23年） | 3,676              | 1,549            | [ * 22 ] |
| 2012年（平成24年） | 3,688              | 1,562            | [ * 23 ] |
| 2013年（平成25年） | 3,850              | 1,622            | [ * 24 ] |
| 2014年（平成26年） | 3,788              | 1,638            | [ * 25 ] |
| 2015年（平成27年） | 3,815              | 1,658            | [ * 26 ] |
| 2016年（平成28年） | 3,782              | 1,649            | [ * 27 ] |
| 2017年（平成29年） | 4,024              |                  |          |

## 車站周邊
- 小田急南新宿大樓（原・小田急总公司大樓）
- 小田急南塔（日语：小田急サザンタワー）

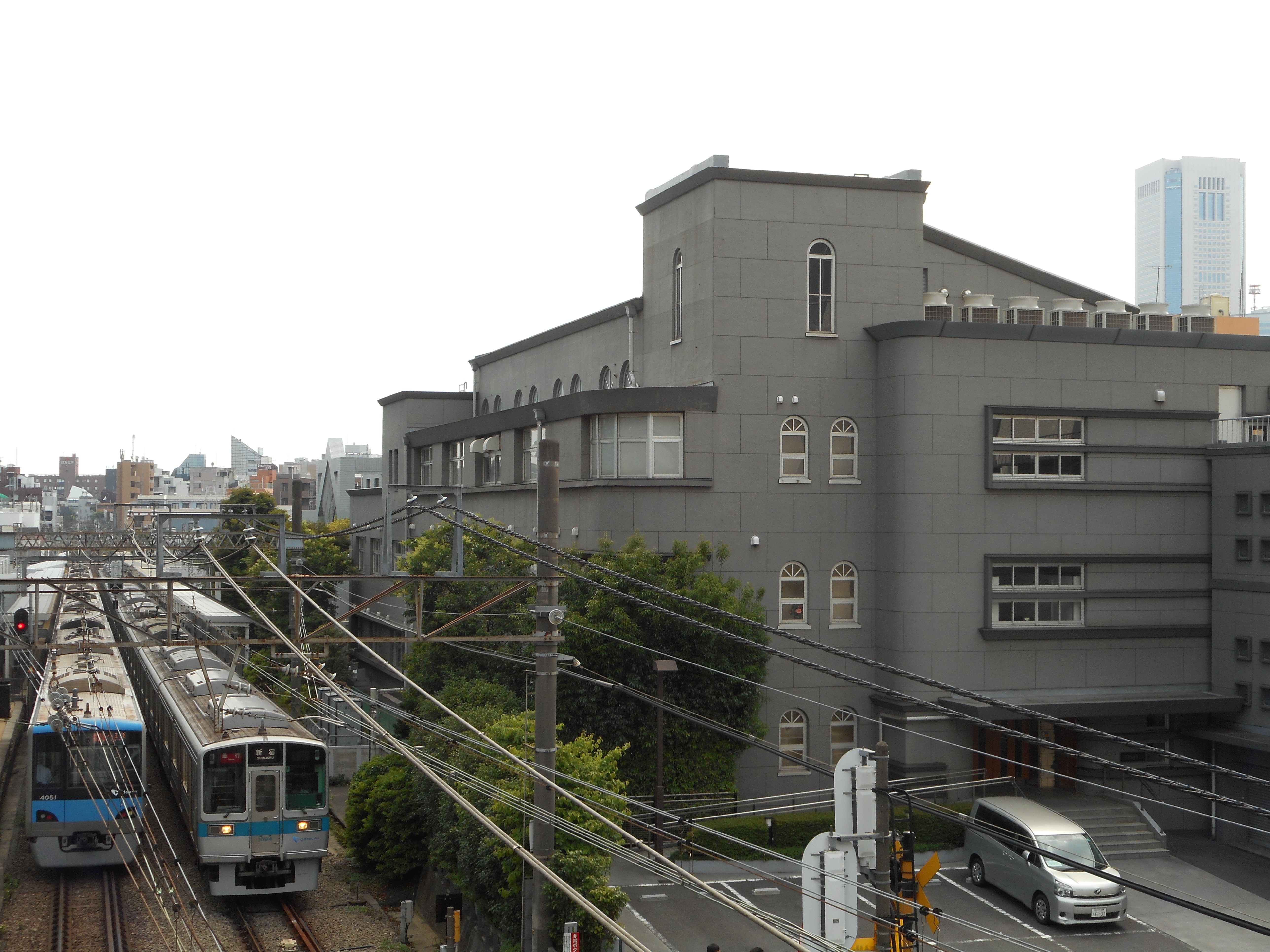
小田急南新宿大樓（原・小田急總部大樓）（2018年6月9日）

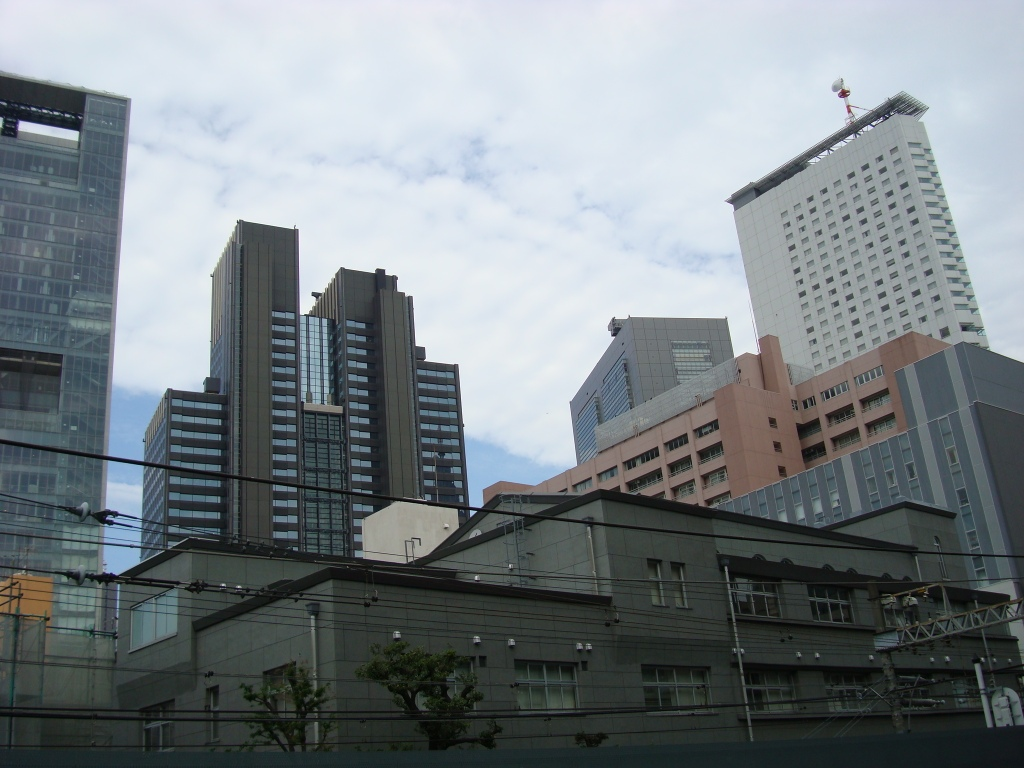
本站望向代代木二丁目摩天大樓群。前方是小田急線架線，後面的建築是小田急南新宿大樓（2007年11月）。

  - 小田急世紀南悅酒店（ホテルセンチュリーサザンタワー）
- JR東京綜合醫院（日语：JR東京総合病院）
- 代代木站（東日本旅客鐵道〈JR東日本〉山手線、中央·總武線（各站停車）、東京都交通局〈都營地下鐵〉大江戶線
- 代代木講座（日语：代々木ゼミナール）本部、代代木校
- 代代木講座造型學校
- 山野美容專門學校（日语：山野美容専門学校）
  - 山野會館（日语：山野ホール）
- 澀谷區立代代木小學校（日语：渋谷区立代々木小学校）
- 代代木三郵便局
- 代代木站前通郵便局

### 巴士路線
最近的巴士站是八公巴士神宮之杜線（FUJIEXPRESS運行）的代代木一丁目。
- 八公巴士神宮之杜線：代代木站千駄谷站、澀谷站方向

## 相鄰車站
小田急電鐵
 小田原線
■快速急行、■通勤急行、■急行
通過
■各站停車
新宿（OH 01）－南新宿（OH 02）－參宮橋（OH 03）
1927年4月1日小田急小田原線開業至1946年5月31日，本站與參宮橋站之間曾設有山谷站。

## 外部連結
- 南新宿 - 小田急電鐵